# Пясецкий, Борис Иванович
Бори́с Ива́нович Пясе́цкий (? — 18 сентября 1938) — русский советский актёр театра и кино, режиссёр. Заслуженный артист РСФСР (1934).

## Биография
Дебютировал на сцене в 1903 году. В 1910—1916 гг. актёр Симбирского драматического театра. Работал артистом в киевском театре «Соловцов» (1918), в Ростовском театре политуправления Северо-Кавказского военного округа (1921), Московском театре комедии и драмы (ныне Театр на Таганке, 1925), московском театре драмы (ныне Московский академический театр имени Владимира Маяковского, 1927), театре МОСПС (ныне Театр имени Моссовета, 1930—1938).
Руководил театром в Сталинграде.
Снимался в кино с 1912 года.

## Избранные театральные роли
- Александр («Павел I» Д. Мережковского),
- Каренин («Живой труп» Л. Толстого),
- Шигабуддинов («Мятеж» Д. Фурманова),
- Глоба («Ярость» Е. Яновского),
- Кряжич («Гордость» Ф. Гладкова),
- Гельпах («Профессор Мамлок» Ф. Вольфа),
- Щегловский («Дело рядового Шибунина» Л. Никулина),
- Бобоедов («Враги»), Клоун («Салют,Испания!» А. Афиногенова),
- Лавр Мироныч («Последняя жертва» А. Островского).

## Избранные постановки
- «Весенний поток» Косоротова,
- «Каин» Дымова,
- «За океаном» Гордина (все в 1921),
- «Трильби» Ге (1922),
- «Бойцы» Ромашова (1934),
- «Враги» (совм. с В. Давыдовским, 1937).

## Фильмография
- 1912 — Тайна дома № 5 — граф Дарский
- 1912 — Рахиль — скульптор Бельский
- 1912 — Гроза — Борис
- 1912 — Бесприданница — Паратов
- 1913 — Курсистка Ася — актёр Светланов
- 1918 — Чёрная хризантема
- 1919 — Все под ружье! (короткометражный)
- 1938 — Болотные солдаты — Бельц (В титрах как В. Пясецкий)

Фаина Раневская вспоминала: 

"Первый толчок к тому, чтобы написать себе роль, дал мне Б. Ив. Пясецкий (Пясецкий Борис Иванович, актёр и режиссёр; умер в 1938 году) — очень хороший актёр, милый, добрейший человек. Он попросил меня сыграть в пьесе, которую он ставил, когда я работала в руководимом им театре в Сталинграде— А. В. Щеглов «Фаина Раневская. Вся жизнь», издание третье, 2008
Похоронен на Новодевичьем кладбище Москвы.